# سامونگنه
سامونگنه (به لهستانی:  Samoniny) یک روستا در لهستان است که در گمینا گووداپ واقع شده‌است.